# Skytten (stjärntecken)
Skytten (latin: Sagittarius; grekiska: Τοξότης, Toxotēs; symbol: ♐) är ett astrologiskt stjärntecken i zodiaken.